# 晋藁联合县
晋藁联合县，中国旧县名。
冀中抗日根据地设。1941年由河北省晋县、藁城两县析置。以两县首字为名。1942年撤销，仍归各县。